# Clytia simplex
Clytia simplex är en nässeldjursart som först beskrevs av Browne 1902.  Clytia simplex ingår i släktet Clytia och familjen Campanulariidae. Inga underarter finns listade i Catalogue of Life.